# Bò Gascon
Bò Gascon là một giống bò gồm có hai loại khác nhau: muqueuses noires và aréolé. Chúng được kết hợp vào năm 1955 thành một loại giống duy nhất, nhưng năm 1999 lại một lần nữa tách ra và có danh nghĩa hai giống khác nhau.

## Đặc điểm
Gascon có nhiều đặc tính khiến chúng khác biệt với bất kỳ giống bò nào khác. Độ cứng cho lông của họ là một ví dụ Độ cứng của lông cho phép Gascon chịu được thời tiết lạnh hơn những con bò khác. Cộng với nó là rất dày có nghĩa là nó có thể làm cho nước trôi nhanh khỏi thân thể. Ngoài sự khác biệt về lông, giống bò này còn có sự khác biệt về việc sinh sản cách dễ dàng. Không giống như những giống bò khác, bò Gascon đau đẻ trong một khoảng thời gian ngắn hơn nhiều. Ngoài ra, những con bò có thời gian sinh nở dễ dàng sẽ ổn định với bò cái nhanh hơn, điều này sẽ giúp cho bò mẹ có tuổi thọ cao hơn. Một đặc điểm khác của Gascon là bê của chúng khỏe hơn và tăng trọng lượng nhanh hơn các loại bò khác.
Bò Gascon không cần ăn nhiều như các loại bò khác vì chúng thường không có nhiều nguồn thực phẩm. Điều này khiến cho chúng thích ứng với những điều kiện này, nhưng vẫn có thể duy trì tình trạng và ổn định trong bê một cách nhanh chóng hơn. Bò Gascon có một bộ lông màu xám, nhưng khi được sinh ra thì có màu đỏ và đổi dần về màu lông xám khi bê con được bốn tháng tuổi. Bò đực có màu xám, nhưng có màu đen ở phía dưới lớp lông này. Bò trưởng thành nặng từ 550 đến 700 kg và chiều cao tính từ bả vai vào khoảng 135 cm; bò đực có chiều cao trung bình 145 cm và trọng lượng từ 800 đến 950 kg.